# 89 до н. е.

## Події
- (90 або 89) Нікомед IV Філопатор, цар Віфінії і Аріобарзан I Філороман, цар Каппадокії, стараннями Риму відновлені на престолах своїх держав.
- Побудовано античний міст Понте П'єтра (Кам'яний міст) через річку Адідже у Вероні.

## Померли
- 11 червня — Тит Дідій, політичний та військовий діяч Римської республіки, консул 98 року до н. е.
- Луцій Порцій Катон — політичний та військовий діяч Римської республіки, консул 89 року до н. е.
- Птолемей X Александр I — цар Кіпру в 114 до н. е.—107 до н. е. роках, цар Єгипту у 107 до н. е.—89 до н. е. роках.